# Svømning
Svømning betyder evnen til at flytte sig i vand.
De fleste dyr kan svømme fra fødslen. Nogle dyr (fx flodhesten) kan ikke svømme.
Mennesker kan svømme, men ikke fra fødslen, det skal tillæres, hvordan man svømmer. Forskellen er, at dyr, som har fire ben, svømmer ved samtidigt at bevæge benene, som de bruger til at gå på. Mennesker går kun på to ben, og for at svømme skal ben- og armbevægelserne koordineres rigtigt.

## Stilarter
Ser man på svømning lidt mere 'professionelt, findes der fire officielle svømmestilarter, en disciplin, hvor alle fire stilarter indgår samt en frit valg-konkurrence. De er, som følger:
- Crawl – den hurtigste stilart og mest normale.
- Rygcrawl – ofte forkortet til ryg.
- Brystsvømning – forkortet bryst.
- Butterfly – forkortet fly. Også den hårdeste stilart.

Samt den sammensatte disciplin, hvor de alle fire stilarter indgår:
- Medley (fly, ryg, bryst, crawl)

Rækkefølgen i individuel medley er fly, ryg, bryst og crawl, mens den i holdkap er ryg, bryst, fly og crawl. Dette skyldes, at svømmeren starter nede i vandet, når der svømmes ryg, og man har valgt at lade rygsvømmeren starte i holdmedley for at undgå, at den forrige svømmer ved sit indslag rammer rygsvømmeren.
Rygsvømning er en stilart, som bruges af motionssvømmere, men som der ikke afholdes konkurrencer i.

## Udstyr i svømning
Når man skal svømme er der noget helt basalt udstyr.
- Badebukser / badedragt
- Svømmebriller
- Badehætte

Oftest benytter drenge badehætter i konkurrence svømning, da dette mindsker vandmodstanden og samtidig hjælper med at holde svømmebrillerne på plads ved startspring. Badebukser og badedragter findes i mange forskellige afskygninger. Specielt i konkurrence svømning benyttes der nogle helt specielle badebukser kaldet Fast Skins. Disse typer af badebukser virker vandafvisende og sidder meget tæt ind til kroppen. Dette hjælper med at mindske vandmodstanden og derved svømme hurtigere.

## Kendte danske konkurrencesvømmere
- Benny Nielsen – Den seneste danske mandlige svømmer, der vandt en olympisk medalje i svømning i 1988. Er far til Mie Ø. Nielsen.
- Greta Andersen – OL-guldvinder i 100 meter fri samt OL-sølvvinder i 4 x 100 meter fri ved OL i London i 1948
- Jakob Andkjær – Indehaver af mange danske rekorder og bronzevinder ved EM i 2006 samt bronzevinder ved VM i Australien i 2007.
- Jakob Carstensen – verdensmester i 400 meter fri på kortbane, 1997 og olympisk finalist i 1996.
- Jeanette Ottesen – europamester på kortbane i 100 meter butterfly ved EM 2008 samt verdensmester i 100 meter fri ved VM i Shanghai 2011. OL-bronzevinder ved 4 × 100 meter medley ved OL i Rio de Janeiro i 2016.
- Lotte Friis – OL-bronzevinder i 800 meter fri ved OL i Beijing og verdensmester på samme distance ved VM i svømning 2009, verdensmester i 1.500 meter fri ved VM i svømning 2011.
- Louise Ørnstedt – har svømmet flere finaleheats til OL og også vundet adskillige medaljer ved diverse mesterskaber.
- Mads Glæsner – vandt sølvmedalje ved VM på kortbane 2010 i Dubai, vandt bronze i 400 meter fri ved EM på kortbane 2008 i Rijeka, vandt bronze i 400 meter fri og 1.500 meter fri ved EM på kortbane 2009 i Istanbul. Deltog i OL 2008. Er indehaver af danske og nordiske rekorder.
- Magnus Jákupsson – har sat dansk rekord, er seedet som bedste mandlige danske svømmer i 50 meter ryg og 100 meter ryg på kortbane og næstbedste danske svømmer i 50 meter ryg (kortbane) pr. 2015.[1]
- Majken Thorup Toft – er en tidligere dansk brystsvømmer, som vandt bronze i 50 meter brystsvømning på EM 2004. Samme år konkurrerede hun på tre distancer til OL.
- Mette Jacobsen – har vundet et væld af medaljer til internationale mesterskaber og har deltaget i OL mange gange
- Mie Ø. Nielsen – har vundet medaljer ved VM og EM og sat danske, nordiske og europæiske rekorder. OL-bronzevinder ved 4 × 100 medley ved OL i Rio de Janeiro i 2016.
- Ragnhild Hveger – kåret som århundredets kvindelige idrætsudøver, vinder af mange VM-títler og satte 44 verdensrekorder.
- Rikke Møller Pedersen finaledeltager ved VM i 2009 i 100 meter bryst. Europamester på kortbane. OL-bronzevinder ved 4 × 100 medley også ved OL i Rio de Janeiro i 2016.
- Susanne Nielsson – Medaljetager ved OL 1980.
- Viktor Bromer – Har vundet medaljer ved EM. Har sat nordisk rekord i 200 meter butterfly på lang- og kortbane.
- Pernille Blume – OL-guldvinder i 50 meter fri ved OL i Rio de Janeiro og OL-bronzevinder ved 4 × 100 medley også ved OL i Rio de Janeiro.